# Turnera diffusa
Turnera diffusa, conhecida pelo nome comum de damiana, é um arbusto pertencente à família Turneraceae, nativo da América Central, México, América do Sul e do Caribe.

## Descrição
A Damiana é um arbusto relativamente pequeno que produz flores pequenas e aromáticas. Floresce do início ao fim do verão e é seguido por frutas que provam muito semelhantemente a figos. É dito que o arbusto tem um odor um pouco como camomila[carece de fontes?], devido a um de óleo presente na planta. As folhas eram preparadas tradicionalmente em um chá que era usado por pessoas nativas da  América Central e do Sul devido seus efeitos afrodisíacos[carece de fontes?]. Missionários espanhóis registraram primeiro que os índios mexicanos bebiam chá de Damiana misturado com açúcar para aumentar a potência sexual[carece de fontes?].
Os astecas usaram-na como remédio contra a impotência[carece de fontes?], os maias usaram-na para prazer[carece de fontes?], e foi bebida como chá curativo pelos índios da América do Sul[carece de fontes?].

### Fitoterapia
Na fitoterapia, a damiana é usada para tratar condições que variam de tosses a constipação para depressão[carece de fontes?]. O suplemento da erva tem reputação de ajudar em doenças como: enfisema, frigidez, impotência, infertilidade, menopausa, Doença de Parkinson, PMS, inflamação de próstata, doença de Lou Gehrig[carece de fontes?].